# Peder Als

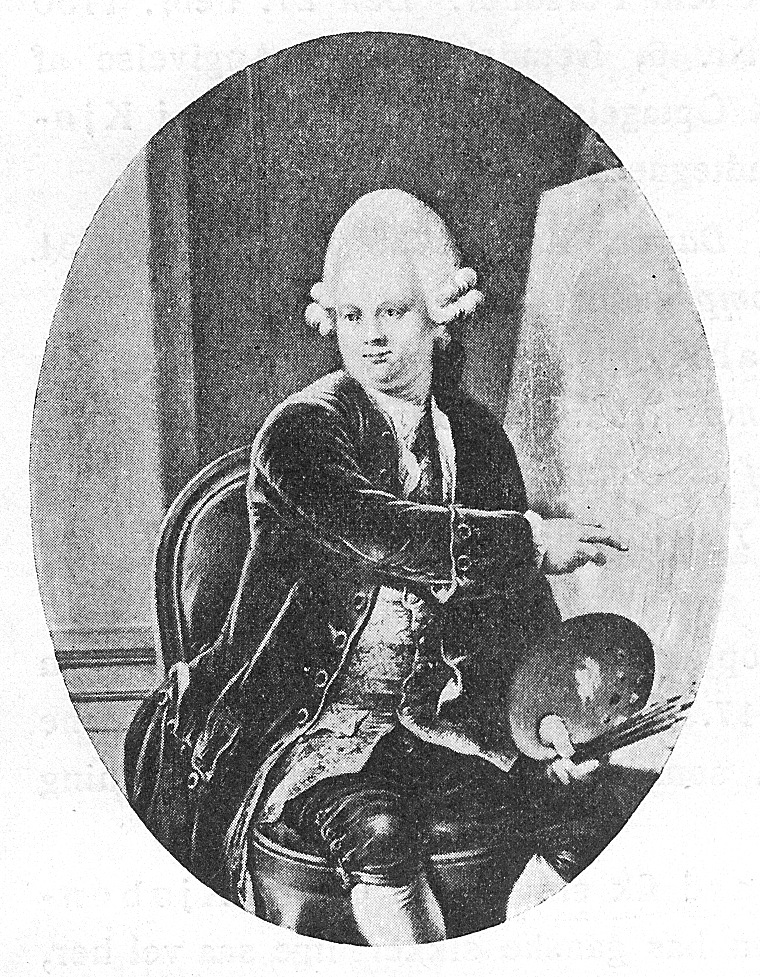
Peder Als.

Peder Als, född omkring 1725 och död 8 juli 1776, var en dansk målare och Pilos bäste elev.

## Biografi
Als började utbilda sig hos Pilo. I vissa av sina tidiga porträtt imiterade han sin lärares rokokomanér, med flott svallande stoffeffekter, till den grad att förväxlingar i senare tid har förekommit. Han hade emellertid ingenting av Pilos koloristiska geni för att improvisera.
Som Charlottenborg-akademins förste stipendiat kom han till Rom 1756. I kretsen kring Winckelmann och Rafael Mengs fick han kontakt med nyklassicismens idéer och övergav då nästan helt Pilos sätt att måla och hyllade det nya, tyngre, antikstrama formstudiet.
Als fick efter hemkomsten från Rom och Paris 1762 företrädesvis verka som porträttmålare och som sådan visade han sig habil och omsorgsfull. Ett av hans bästa porträtt är det av konstnären Johannes Wiedewelt.
Från 1766 var han professor vid konstakademin i Köpenhamn.